# Doris í Garði Olafsdóttir
Doris í Garði Olafsdóttir (* 13. Juli 1986; geborene Joensen) ist eine ehemalige färöische Fußballspielerin, die für ihre Nationalmannschaft zum Einsatz kam.

## Verein
Olafsdóttir kam aus der Jugend des Vereins GÍ Gøta in den Profikader und gab 2002 in der 1. Runde des Pokals bei der 0:2-Auswärtsniederlage gegen B68 Toftir im Alter von 15 Jahren ihr Debüt. In der Liga kam sie zum ersten Mal am vierten Spieltag bei der 0:9-Heimniederlage gegen KÍ Klaksvík zum Einsatz. Nach der ersten Saison wechselte sie zu EB/Streymur und blieb dort für drei Jahre, wobei sie 2004 im Pokalfinale stand und dort mit 0:15 gegen KÍ Klaksvík verlor. 2006 kehrte Olafsdottir für eine Saison zurück zu GÍ Gøta und wurde Vizemeister. 2007 und 2008 gelang ihr der Meistertitel für KÍ Klaksvík an der Seite von Rannvá Biskopstø Andreasen, Olga Kristina Hansen, Malena Josephsen, Bára Skaale Klakstein, Ragna Biskopstø Patawary und Randi Wardum. In beiden Jahren gelang ihr das Double durch einen 3:0-Sieg gegen GÍ Gøta sowie einem 1:0-Sieg gegen B36 Tórshavn im Pokalfinale. 2009 befand sie sich ebenfalls im Kader, wurde jedoch nicht eingesetzt. Weitere drei Jahre spielte sie für AB Argir und kam dort regelmäßig zu ihren Einsätzen, wobei 2010 und 2011 abermals der Vizemeistertitel erreicht werden konnte. 2011 stand sie zudem im Pokalfinale, welches mit 0:1 gegen KÍ Klaksvík verloren wurde. 2013 lief sie für den Stadtrivalen HB Tórshavn auf, in der Sommerpause 2014 wechselte sie schließlich zu EB/Streymur/Skála und wurde erneut Vizemeister. Danach beendete sie ihre Karriere.

### Europapokal
Für KÍ Klaksvík kam Olafsdóttir auf sechs Einsätze im Europapokal. Ihr erstes Spiel bestritt sie im UEFA Women’s Cup 2007/08 gegen ADO Den Haag und erzielte mit dem Treffer zum 1:1-Endstand ihr einziges Tor im Wettbewerb. Ihr letztes Spiel fand in der Saison 2008/09 gegen Gintra Universitetas statt und endete 2:2.

## Nationalmannschaft
Bis 2013 bestritt Olafsdóttir sieben Länderspiele für die färöische Nationalmannschaft. Zu ihrem ersten Einsatz kam sie am 23. November 2006 im EM-Qualifikationsspiel gegen Mazedonien, als sie in der 70. Minute beim Stand von 6:0 für Heidi Heinesen eingewechselt wurde. Das Auswärtsspiel in Strumica endete 7:0. Ihr letztes Spiel bestritt sie am 9. April 2013 in WM-Vorqualifikation gegen Georgien, als sie beim 2:1-Sieg in Vilnius in der 89. Minute eingewechselt wurde.

## Erfolge
- 2× Färöischer Meister: 2007, 2008
- 2× Färöischer Pokalsieger: 2007, 2008